# Mordella velutina
Mordella velutina es una especie de coleóptero de la familia Mordellidae.
 Presenta la siguiente subespecie: M. m. panonica.

## Distribución geográfica
Habita en Albania, Bosnia-Herzegovina, Bulgaria, Croacia, Eslovaquia, Grecia, Hungría, Italia, Kósovo, Montenegro, República Checa, Rusia (centro y sur) y Serbia.